# Ongelijkheid van Bessel
In de wiskunde, in het bijzonder in de functionaalanalyse, is de ongelijkheid van Bessel een ongelijkheid die aangeeft dat van een vector in een hilbertruimte de som van de kwadraten van een aantal orthogonale componenten ten hoogste gelijk is aan het kwadraat van de lengte van die vector. Betreft het alle orthogonale componenten, dan gaat de ongelijkheid over in een gelijkheid, die bekendstaat als de gelijkheid van Parseval, het meerdimensionale analogon van de stelling van Pythagoras. De ongelijkheid is in 1828 opgesteld door Friedrich Wilhelm Bessel

## Ongelijkheid
Laat {\displaystyle e_{1},e_{2},\ldots } een orthogonale rij in de hilbertruimte {\displaystyle H} zijn. Dan geldt voor elke {\displaystyle x\in H}:
{\displaystyle \sum _{k=1}^{\infty }|(x,e_{k})|^{2}\leq \|x\|^{2}},
waarin {\displaystyle (\,\cdot \,,\,\cdot )} het inproduct in {\displaystyle H} voorstelt.
De ongelijkheid houdt ook in dat de reeks
{\displaystyle x'=\sum _{k=1}^{\infty }(x,e_{k})e_{k}},
die bestaat uit de componenten van {\displaystyle x} langs de verschillende {\displaystyle e_{k}}, convergent is.
Als de rij {\displaystyle e_{1},e_{2},\ldots } volledig is, dus een basis van {\displaystyle H} vormt, gaat de ongelijkheid over in de gelijkheid van Parseval.
Bewijs
Het bewijs komt erop neer, dat voor iedere {\displaystyle n\in \mathbb {N} } de component
{\displaystyle x_{n}=\sum _{k=1}^{n}(x,e_{k})e_{k}}
langs de eerste {\displaystyle n} van de vectoren {\displaystyle e_{k}} vanwege de orthonormaliteit loodrecht staat op de rest:
{\displaystyle (x-x_{n},x_{n})=(x,x_{n})-(x_{n},x_{n})=}
{\displaystyle =\sum _{k=1}^{n}|(x,e_{k})|^{2}-\sum _{k=1}^{n}\sum _{m=1}^{n}(x,e_{k})(x,e_{m})(e_{k},e_{m})=0}
Dus is voor iedere {\displaystyle n}:
{\displaystyle \|x\|^{2}=\|x-x_{n}\|^{2}+\|x_{n}\|^{2}\geq \|x_{n}\|^{2}=\sum _{k=1}^{n}|(x,e_{k})|^{2}}

## Website
- Bessel's Inequality: artikel over de ongelijkheid van Bessel bij MathWorld.